# Visual journalism
Con visual journalism (lett. "giornalismo visivo") s'intende il complesso di attività d'informazione realizzate attraverso la combinazione di testo e immagini, in cui si privilegia "l'espressività di quest'ultime".
Questa tipologia di giornalismo si è diffusa in modo particolare negli ultimi anni, con la crescita esponenziale dell'informazione via web e la conseguente diminuzione dei tempi medi di lettura, dovuti alla "tendenza a una forma di comunicazione più rapida".
Come diretta conseguenza della grande diffusione dell'informazione nel web, il visual journalism ha sempre più privilegiato l'utilizzo delle immagini, intese in senso lato (fotografie, illustrazioni, infografica, mappe, bollettini, modelli 3D, per citare solo le principali), grazie anche alle potenzialità espresse dall'elaborazione digitale.
Seguendo queste dinamiche, il layout di una pagina web e "le pagine della stampa possono anche essere progettate cercando di attirare l’attenzione del lettore prima sulle immagini e poi su titoli e testo, invertendo la priorità tradizionale".
Per questi motivi il visual journalism, essendo una disciplina crossmediale, può essere svolto in un team di lavoro, composto dalla sinergia di "giornalisti, disegnatori, grafici".
Il visual journalism si presenta quindi come un'estensione e al tempo stesso una declinazione moderna della professione giornalistica, in quanto utilizza tutte le componenti grafiche e multimediali a disposizione e non solo quelle di matrice fotografica, ma il suo significato teorico risulta molto più ampio del semplice utilizzo di nuovi mezzi.

## Tipologia di immagini utilizzate
Storicamente, le immagini sono state da sempre utilizzate per corredare o narrare fatti di cronaca, in particolare le fotografie hanno dato vita al fotogiornalismo fin dal primo Novecento. 
La tipologia di immagini utilizzate a scopi informativi risulta particolarmente ampia, soprattutto nell'era televisiva e del web.

Il linguaggio visivo attuale è infatti uno strumento complesso e variegato, descritto dall'autore Daniel H. Pink nel suo libro A Whole New Mind già nel 2006, per l'allora emergente "era concettuale" in cui le persone devono "tollerare l'ambiguità e comunicare rapidamente, spesso prima che i concetti siano pronti per essere catturati nella scrittura tradizionale".
Da questo punto di vista il visual journalism "può aiutare efficacemente il pubblico a comprendere meglio una storia (...) Una semplice mappa o grafica può davvero trasmettere una storia in una modalità visiva che può essere immediatamente compresa sia in TV che online".

Benché, come accennato, il visual journalism utilizzi le tecniche del giornalismo digitale, esso non va inteso come una sequenza di simboli dai significati precisi ma piuttosto come immagini che suggeriscono significati complessi. 
I simboli non rappresentano semplicemente, ma partecipano al significato e, in combinazione con frasi evocative, sono progettati per innescare il pensiero creativo. 

Paolo Schianchi, tra i principali teorici e storici del Visual marketing e Visual Design, definisce le prime come immagini "figurative", distinguendole dalle immagini "narrate": le prime riguardano "ogni raffigurazione che ci appare attraverso uno schermo, come le fotografie, gli schemi, le grafiche, le infografiche, ecc.: invece le immagini narrate sono tutte quelle raffigurazioni che un bravo giornalista sa evocare in chi legge".